# Iglesia de Inglaterra
La Iglesia de Inglaterra (en inglés, Church of England) es una institución religiosa cristiana que tiene su origen y establecimiento en Inglaterra y cuyo jefe supremo es el Rey Carlos III en su calidad de "Gobernador Supremo". Se trata de la más antigua y principal confesión de la Comunión Anglicana.
La Iglesia de Inglaterra es liderada simbólicamente por el monarca británico, en calidad de gobernador supremo, pero el verdadero liderazgo de la misma recae sobre el Arzobispo de Canterbury, como primado de Inglaterra. La Iglesia es gobernada por su [Sínodo General]. La autoridad de esta sede episcopal frente a las demás Iglesias de la Comunión Anglicana en el mundo se configura como primus inter pares (primero entre iguales) lo que significa que no puede adoptar decisiones unilaterales, sino que el verdadero gobierno de la Iglesia recae sobre cada Obispo particular en su Diócesis, por lo que el Arzobispo de Canterbury representa la Comunión de todas las Iglesias Anglicanas. La Iglesia de Inglaterra es considerada como la Iglesia Madre de la Comunión Anglicana, aunque sin autoridad material sobre el resto de iglesias integrantes de la misma. Su doctrina se define como históricamente protestante y reformada, aunque más cercana del cristianismo apostólico que otras denominaciones cristianas (ver anglicanismo).

## Teología y sociología

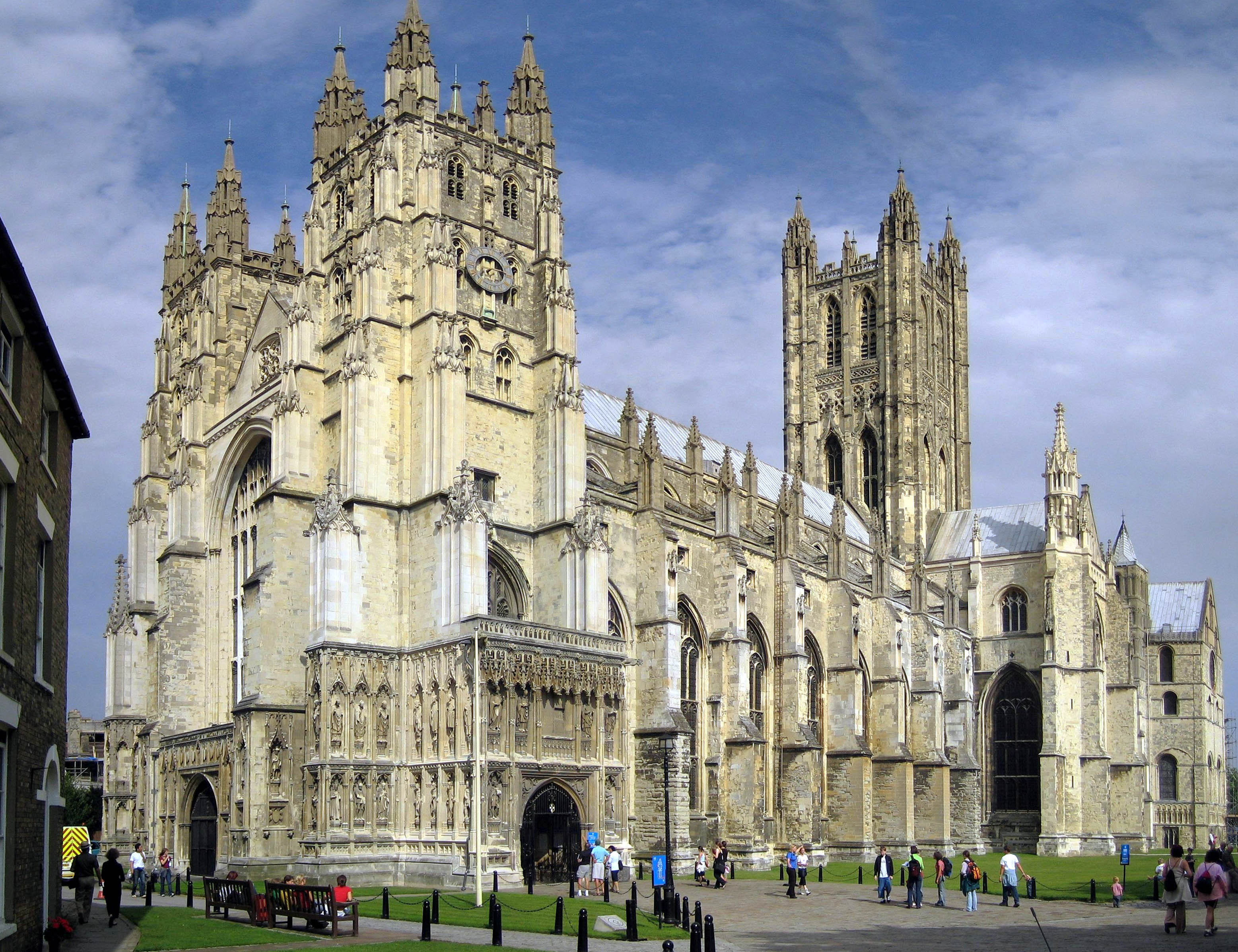
Catedral de Canterbury desde el sudoeste. Es la catedral del Arzobispo de Cy, la iglesia matriz de la Diócesis de Canterbury (este de Kent) y de la Iglesia de Inglaterra, así como centro focal de la Comunión Anglicana.

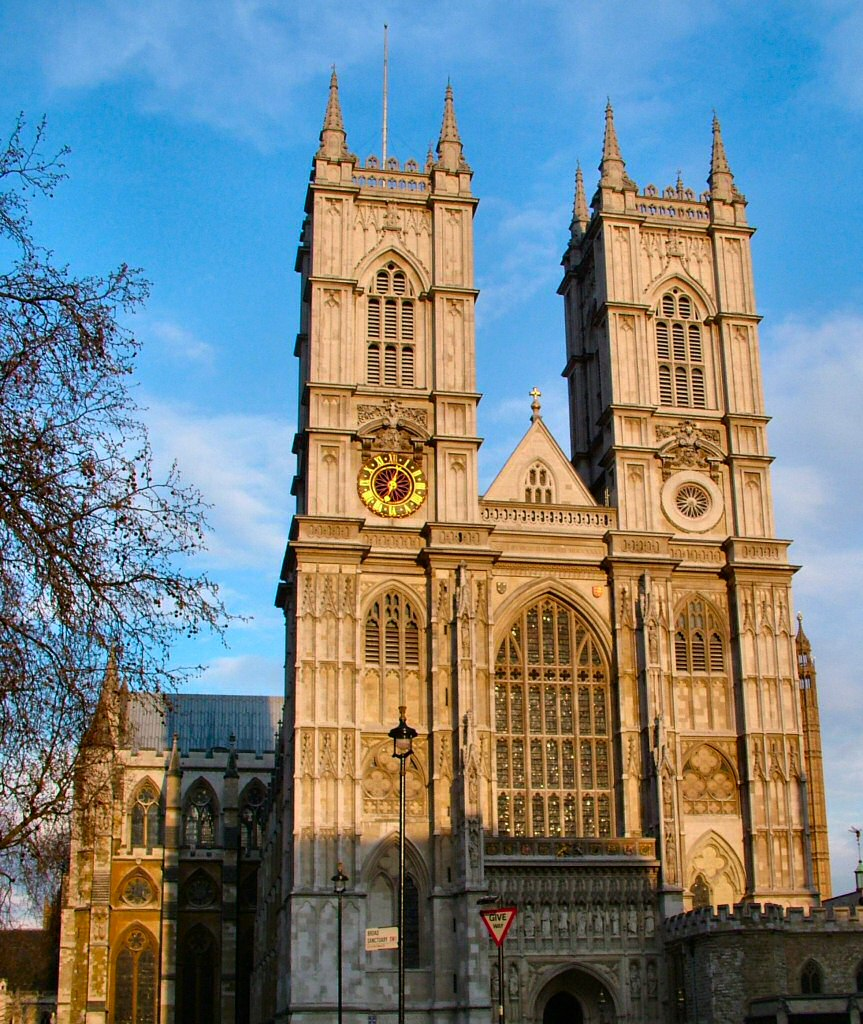
Abadía de Westminster.

En creencias y prácticas, la Iglesia de Inglaterra mezcla diversas formas y tradiciones: en algunas de sus congregaciones, la adoración y la liturgia son muy parecidas a las que practica la Iglesia católica occidental desde el Vaticano II (véase High Church), pero en otras es difícil distinguir entre las formas propiamente anglicanas y las expresiones de otros cuerpos evangélicos (véase Low Church). La constitución anglicana afirma, sin embargo, muchas creencias teológicamente conservadoras, su expresión litúrgica de adoración es también muy tradicional y su organización se basa en la conveniencia de conservar una jerarquía episcopal histórica de arzobispos, obispos y diócesis.
En la opinión de muchos, la Iglesia de Inglaterra se distingue especialmente por tener como principal herencia su amplitud de criterio y su liberalidad. Por ello actualmente, sus creencias y prácticas se diferencian cada vez más de las Anglo-Católicas, que siguen acentuando la liturgia y los sacramentos, y no los servicios centrados en la prédica, ni aquellos donde se incorporan testimonios de vida a la manera evangélica ni menos aquellas reuniones de avivamiento propias de carismáticos y pentecostales. Pero esta “broad church" de Inglaterra (Iglesia amplia) hace frente de esta manera a los emergentes desafíos doctrinales que el desarrollo de la sociedad moderna trae consigo, tales como los conflictos con respecto a la ordenación sacerdotal de mujeres (aceptada en 1992 y ejercida en 1994), o la disputa sobre la situación del clero homosexual no aceptado por la gran mayoría anglicana. En julio de 2005 este tipo de divisiones emergió con más fuerza cuando el Sínodo General votó el procedimiento para permitir, a mediano plazo, la consagración de mujeres como obispos, lo que produjo que en febrero de 2006 el mismo Sínodo votara de forma abrumadora a favor de una exploración adicional que permitiera también establecer un esquema institucional que facultara a cada parroquia la decisión autónoma de no aceptar una obispo mujer y optar por un hombre en su lugar.

## Gobierno y administración

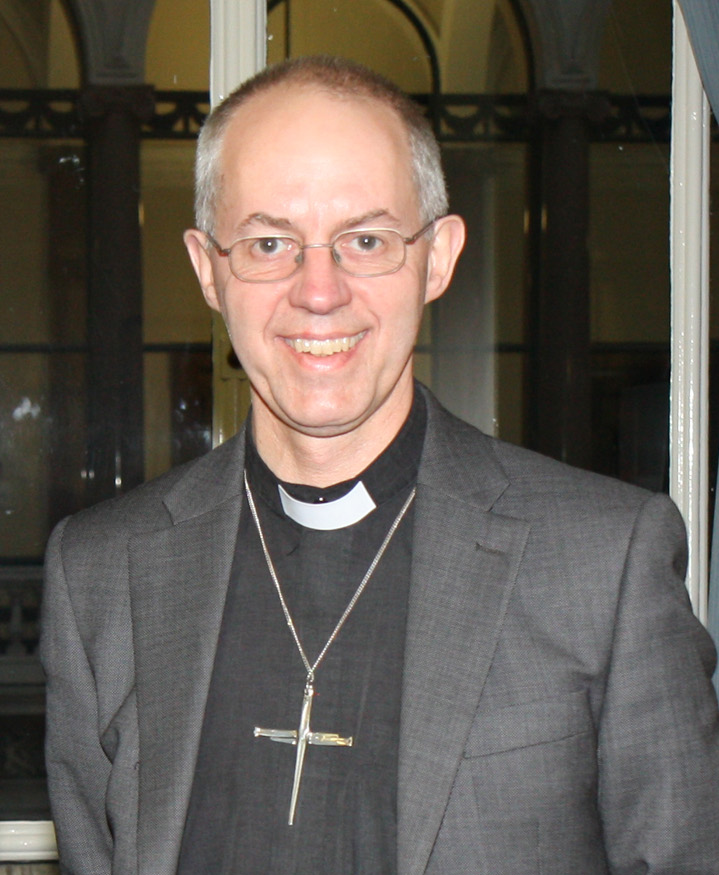
El Reverendísimo Justin Welby es el centésimo quinto Arzobispo de Canterbury desde marzo de 2013.

La cabeza espiritual de la Iglesia de Inglaterra es el Arzobispo de Canterbury, que es además Obispo Primado de toda Inglaterra y Metropolitano de la Provincia de Canterbury. Es también foco de unidad para la Comunión anglicana, fraternidad mundial de Iglesias nacionales y regionales independientes que le reconocen como primero entre sus pares. Justin Welby, un exejecutivo de la industria petrolera, fue nombrado el 9 de noviembre de 2012 105.º Arzobispo de Canterbury.
Por su parte, el monarca británico (actualmente Carlos III) ostenta el título constitucional de “Gobernador Supremo de la Iglesia de Inglaterra”.
La Iglesia de Inglaterra posee un cuerpo legislativo, el Sínodo General. Las resoluciones del Sínodo deben ser aprobadas (pero no enmendadas) por el Parlamento del Reino Unido antes de recibir el consentimiento real y convertirse en parte de la ley inglesa. La Iglesia posee también su propio sistema judicial, conocido como Las Cortes Eclesiásticas, que forman parte del sistema judicial británico y tienen facultades especiales en lo referente al cuidado de las iglesias y sus cementerios y a la disciplina del clero.
Además de Inglaterra propiamente tal, la jurisdicción de la Iglesia de Inglaterra se extiende a la Isla de Man, las Islas del Canal y algunas parroquias del condado galés de Flintshire. En años recientes, congregaciones expatriadas en territorio continental europeo han formado la denominada Diócesis en Europa.

## Nombramientos
Todos los rectores y vicarios de la Iglesia de Inglaterra son propuestos por patrocinadores, que pueden ser individuos privados, cuerpos corporativos (tales como catedrales, universidades o fideicomisos), por un obispo o por alguien designado por la Corona. No obstante, ningún clérigo puede ser nombrado ni ser instalado en una parroquia sin prestar el Juramento de lealtad a Su majestad ("Oath of Allegiance to Her Majesty"), y el Juramento de Obediencia Canónica ("Oath of Canonical Obedience") en todas las cosas legales y honestas al obispo. Luego, suele ser el archidiácono quien instala al recién nombrado en la posesión de su cargo (incluyendo iglesia y casa clerical). Más abajo en la jerarquía eclesiástica, los curatos son designados por los rectores y vicarios antes señalados, pero si se trata solo de un "sacerdote a cargo", entonces lo puede hacer el obispo directamente, tras consultas con el patrocinador respectivo. Algunos clérigos catedralicios, sin embargo, son designados por la Corona (dependiendo de la catedral que se trate), otros por el Obispo, por el Deán o por el Capítulo de la catedral respectiva.
El proceso de designar a los obispos diocesanos es democrático y es más complejo, y es supervisado por un cuerpo llamado Comité de Nombramientos ("Crown Nominations Committee") y por el primer ministro del Reino Unido (que actúa en nombre de la Corona) para su correcta consideración.

## Historia
Según la tradición, el cristianismo llegó a Gran Bretaña en el siglo I o siglo II, durante los cuales el sur de Gran Bretaña se convirtió en parte del Imperio romano. La evidencia histórica más temprana del cristianismo entre los británicos nativos se encuentra en los escritos de los primeros padres cristianos como Tertuliano y Orígenes en los primeros años del siglo III. Se sabe que tres obispos romano-británicos, entre ellos Restituto, estuvieron presentes en el Concilio de Arlés en 314. Otros asistieron al Concilio de Serdica en 347 y el de Ariminum en 360, y un número de referencias a la iglesia en la Britania romana se encuentran en los escritos de los padres cristianos del siglo IV. Se cree que Pelagio era oriundo de Gran Bretaña y él fue el iniciador de la corriente teológica que lleva su nombre, el pelagianismo, que se oponía a la doctrina del pecado original interpretada por Agustín de Hipona.

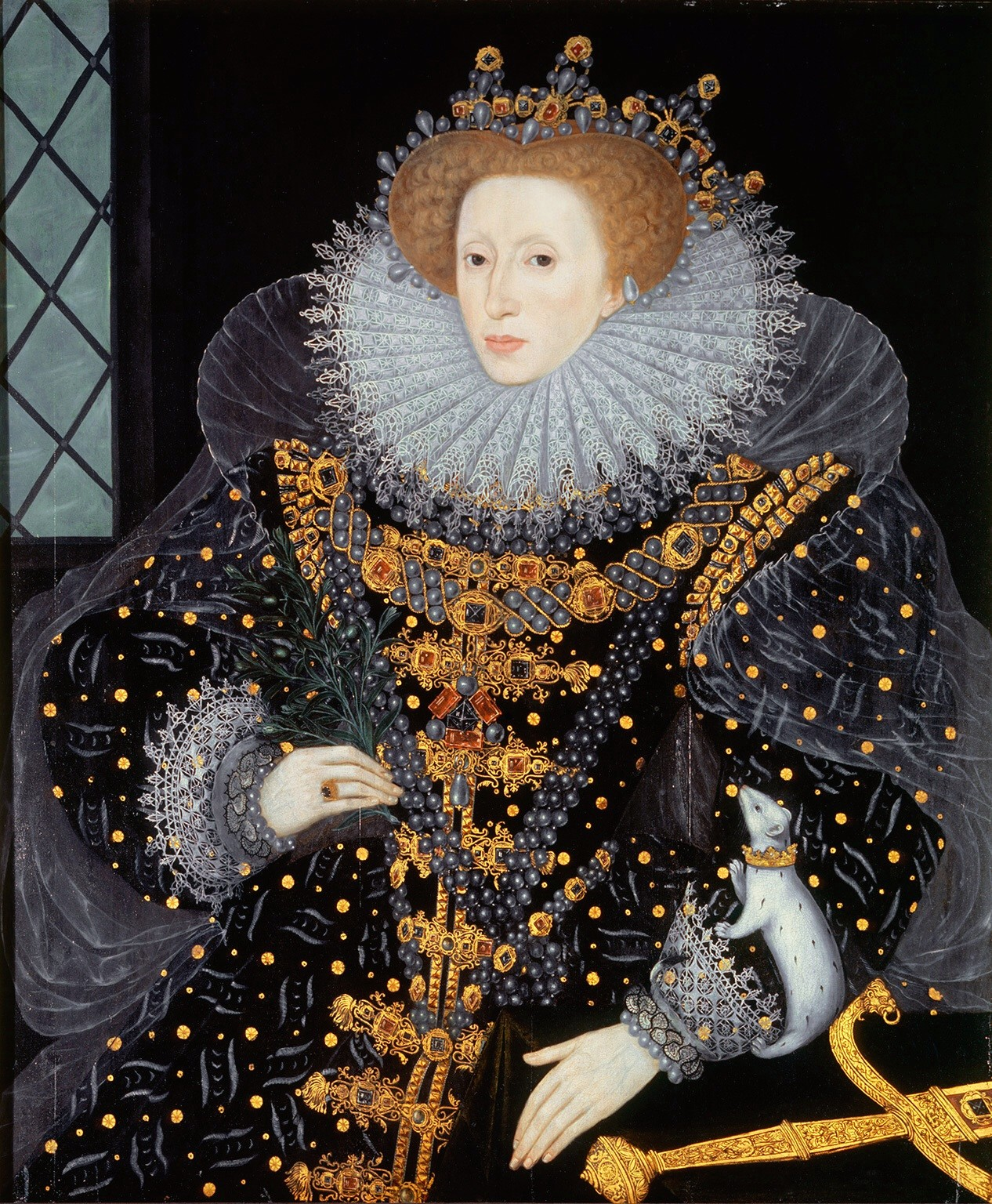
Isabel I de Inglaterra, retratada por Nicholas Hilliard en 1585.

Mientras que el cristianismo se estableció durante mucho tiempo como la religión de los británicos en el momento de la invasión anglosajona, los británicos cristianos hicieron poco progreso en la conversión de los recién llegados de su paganismo nativo. En consecuencia, en 597, el Papa Gregorio I envió al prior de la Abadía de San Andrés (más tarde canonizado como Agustín de Canterbury) desde Roma para evangelizar a los anglos. Este evento es conocido como la misión gregoriana y es la fecha que la Iglesia de Inglaterra generalmente marca como el comienzo de su historia formal. Con la ayuda de los cristianos que ya residían en Kent, Agustín estableció su iglesia en Canterbury, la capital del Reino de Kent, y se convirtió en el primero de la serie de arzobispos de Canterbury en 598. Un arzobispo posterior, el griego Teodoro de Tarso, también contribuyó a la organización del cristianismo en Inglaterra. La Iglesia de Inglaterra ha estado en existencia continua desde los días de San Agustín, con el arzobispo de Canterbury como su cabeza episcopal. A pesar de las diversas interrupciones de la Reforma y la Guerra Civil Inglesa, la Iglesia de Inglaterra se considera a sí misma como la misma iglesia que fue organizada más formalmente por Agustín.
Mientras que algunas prácticas cristianas celtas fueron cambiadas en el Sínodo de Whitby, el cristiano en las islas británicas estuvo bajo la autoridad papal desde los primeros tiempos. La reina Bertha de Kent estaba entre los cristianos en Inglaterra que reconocieron la autoridad papal antes de que Agustín llegara, y los cristianos célticos realizaban el trabajo misionero con la aprobación papal mucho antes del sínodo de Whitby.
Hereford es una de las 43 catedrales de la iglesia; muchos tienen historias que se remontan a siglos atrás.
El Sínodo de Whitby estableció la fecha romana para la Pascua y el estilo romano de tonsura monástica en Inglaterra. Esta reunión de los eclesiásticos con las costumbres romanas con los obispos locales fue convocada en 664 en el doble monasterio de Santa Hilda de Streonshalh (Streanæshalch), más tarde llamado Abadía de Whitby. Fue presidido por el rey Oswiu,que no participó en el debate, pero tomó la decisión final. El fallo final se decidió a favor de la tradición romana porque San Pedro tiene las llaves de la puerta del Cielo.
La Iglesia de Inglaterra surge de la Iglesia católica al separarse de ella el 3 de noviembre de 1534 mediante el Acta de Supremacía, durante el reinado de Enrique VIII. Una separación teológica se venía gestando en medio de la Iglesia británica a través de movimientos como el de los Lolardos, pero la Reforma Inglesa ganó verdadero sustento político cuando Enrique VIII quiso "anular" su matrimonio con Catalina de Aragón (de acuerdo al Derecho canónico). Bajo presión del sobrino de Catalina, el emperador del Sacro Imperio Romano Germánico Carlos V, el papa Clemente VII, inicialmente favorable a la solicitud, la rechazó y, finalmente, el rey Enrique VIII, aunque teológicamente católico devoto (proclamado "Defensor de la Fe" por sus ataques al luteranismo), decidió convertirse en Jefe Supremo de la Iglesia de Inglaterra para asegurar la anulación de su matrimonio.
Enrique mantuvo una fuerte preferencia por la liturgia católica tradicional durante su reinado. Los reformadores protestantes no pudieron realizar prácticamente ningún cambio en las doctrinas y prácticas de la Iglesia de Inglaterra bajo su mandato. Pero durante el reinado de su hijo, Eduardo VI (1547-1553), la Iglesia llegó a ser teológicamente protestante aunque fuese solo hasta retornar a la Iglesia católica durante el reinado de la reina María I en 1555 (que fue apodada por sus detractores como "María la Sanguinaria" - "Bloody Mary"). El establecimiento, bajo el gobierno de Isabel I (a partir de noviembre de 1558) de una Iglesia de Inglaterra claramente protestante, pero moderada (pues reconocía su herencia católica y apostólica), permitió consolidarla legalmente (conforme al Estado y parte de él) y permitirle acomodar dentro de su comunión a una amplia gama de posiciones teológicas, lo cual ha sido, desde entonces, una de sus características esenciales.

## Asuntos sociales
La Iglesia de Inglaterra, desde el año 1993, ha ordenado sacerdotisas. En 2015, la Iglesia aprobó de la consagración de las mujeres obispas y la primera obispa de la denominación es la Rev. Libby Lane. En cuanto a la sexualidad humana, también como en la Comunión Anglicana entera, ha existido un gran debate. Oficialmente, la Iglesia de Inglaterra solamente oficia matrimonios heterosexuales. Sin embargo, desde el 2005 se permiten las uniones civiles célibes para los clérigos homosexuales. Algunas congregaciones anglicanas han ofrecido una bendición o una ceremonia de oración para las parejas homosexuales. El 2016, la Iglesia de Inglaterra de nuevo se ha dedicado a debatir el matrimonio en el Sínodo General.

## Iglesias relacionadas

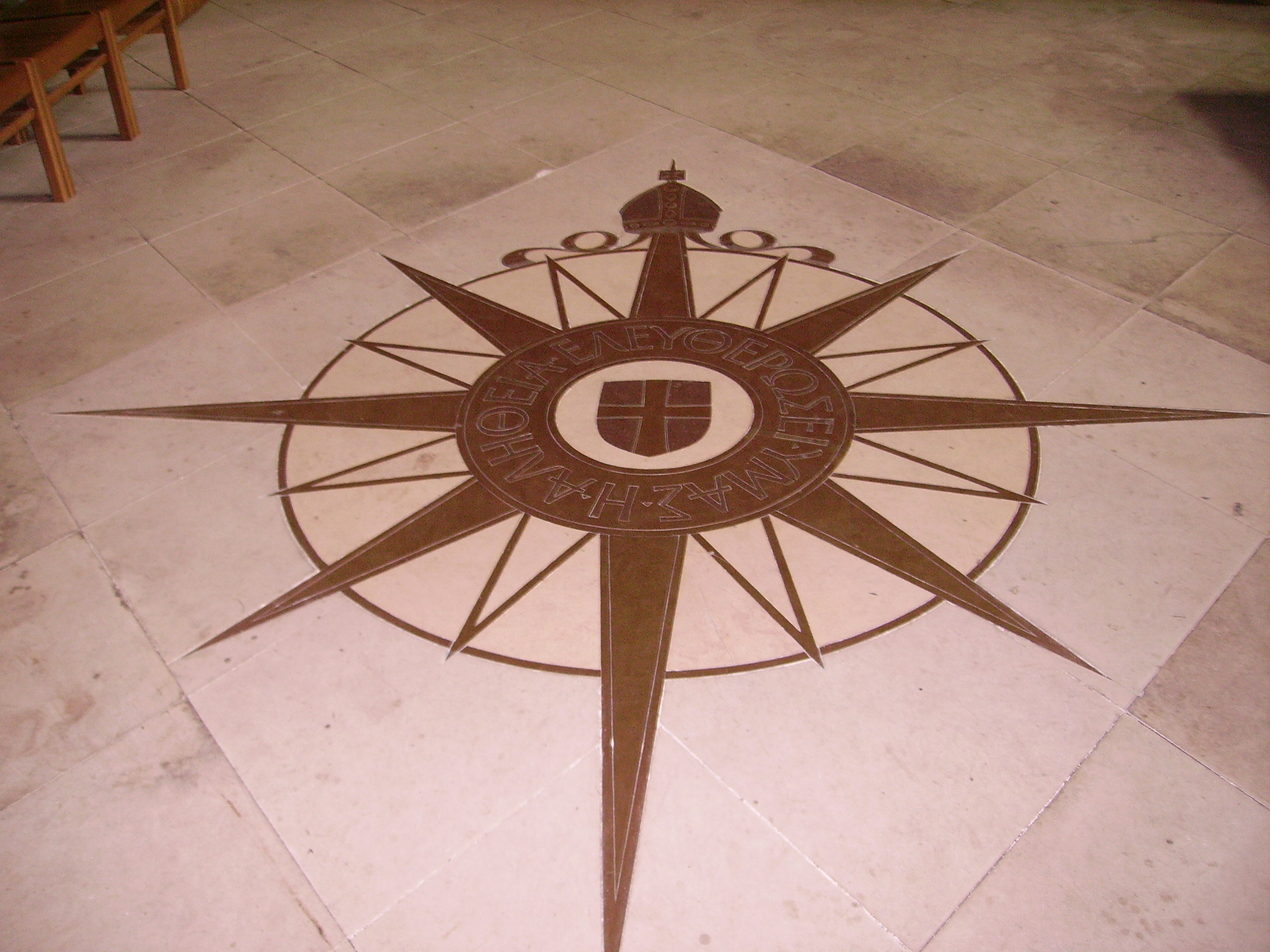
Emblema de la Comunión Anglicana en la Catedral de Canterbury.

La Iglesia de Inglaterra tiene una Iglesia hermana en Irlanda, la Iglesia de Irlanda, que también experimentó reformas durante el siglo XVI. Pero a diferencia de lo ocurrido en Inglaterra, la mayor parte de la población no estuvo de acuerdo con estos cambios y prefirió adherirse a la Iglesia Católica Romana. Sin embargo, la Iglesia de Irlanda conservó su situación de Iglesia oficial en esa nación hasta 1871. En la actualidad se sigue organizando y considerando a sí misma como una Iglesia para toda Irlanda.
En Escocia, la Iglesia de Escocia es reconocida legalmente como la "Iglesia nacional" aunque su situación legal no funciona de la misma manera que el de la Iglesia de Inglaterra. La Iglesia de Escocia posee un sistema de gobierno de tipo Presbiteriano. Una pequeña Iglesia Anglicana existe también en Escocia, denominada Iglesia Episcopal Escocesa, que está en completa comunión con la Iglesia de Inglaterra. Su historia es complicada, incluyendo períodos de promoción oficial y también de persecución. A causa de su asociación con el Jacobitismo tuvo también que funcionar algún tiempo de manera clandestina.
Cuando la Iglesia Episcopal en los Estados Unidos de América se independizó de la Iglesia de Inglaterra tras la Guerra de Independencia, los líderes ingleses no creyeron que fuese legalmente posible la consagración de nuevos obispos anglicanos a quienes no se requiriese el juramento habitual de lealtad a la Corona británica. Por lo tanto, fueron los obispos "no juramentados" de la entonces no reconocida Iglesia Episcopal Escocesa quienes consagraron a los primeros obispos estadounidenses, hasta que una nueva legislación posibilitó que la Iglesia de Inglaterra relajara su política al respecto.
La Iglesia de Gales, previamente una parte de la Iglesia de Inglaterra, se separó de ella en 1920 y al mismo tiempo se transformó en miembro independiente de la Comunión anglicana.
La Iglesia de Inglaterra se encuentra en completa y total comunión con otras Iglesias en la Comunión Anglicana, y separadamente con los otros signatarios de la Comunión de Porvoo. La Iglesia de Inglaterra tiene también membresía plena en la Conferencia de Iglesias Europeas.

### Iglesias hermanadas con la Iglesia de Inglaterra
Todas las provincias de la Comunión anglicana son independientes, cada una con su propio Obispo o Arzobispo Primado y su propia estructura de gobierno. Estas provincias pueden tomar la forma de Iglesias nacionales (por ejemplo, en Canadá, Uganda o Japón) o agrupar un cierto número de naciones (tales como Indias Occidentales, África Central, Sudeste de Asia o Cono Sur de América). Las provincias de la Comunión anglicana, en orden alfabético, son las siguientes:
- Iglesia Anglicana de la Región Central de América
- Iglesia Anglicana de México
- Provincia Anglicana del Cono Sur de América
- Provincia Anglicana de Chile
- Iglesia Episcopal Anglicana del Brasil
- Provincia de la Iglesia Anglicana del Congo
- Iglesia Episcopal de Hong Kong
- Iglesia Anglicana en Aotearoa, Nueva Zelandia y Polinesia
- Iglesia Anglicana de Australia
- Iglesia Anglicana de Burundi
- Iglesia Anglicana del Canadá
- Iglesia Anglicana de Kenia
- Iglesia Anglicana de Corea
- Iglesia Anglicana de Papúa Nueva Guinea
- Iglesia Anglicana de África Meridional
- Iglesia Episcopal de Tanzania
- Iglesia en la Provincia de las Indias Occidentales
- Iglesia en Gales
- Iglesia de Bangladés
- Iglesia de Inglaterra
- Iglesia de Irlanda
- Iglesia de Nigeria
- Iglesia del Norte de India
- Iglesia de Pakistán
- Iglesia del Sur de India
- Iglesia de la Provincia de África Central
- Iglesia de la Provincia de Melanesia
- Iglesia de la Provincia de Myanmar
- Iglesia de la Provincia de Ruanda
- Iglesia de la Provincia del Sudeste de Asia
- Iglesia de la Provincia del Océano Índico
- (Iglesia de la Provincia de África Occidental
- Iglesia de Uganda
- Iglesia Episcopal en Jerusalén y Medio Oriente
- Iglesia Episcopal en los Estados Unidos de América
- Iglesia Episcopal de las Filipinas
- Iglesia Episcopal del Sudán
- Comunión Anglicana en Japón
- Iglesia Episcopal Escocesa
- Iglesia de Inglaterra diócesis de Europa (Toda Europa excepto Reino Unido e Irlanda.)

Además, hay ocho Iglesias extraprovinciales, cinco de las cuales están bajo la autoridad del arzobispo de Canterbury como arzobispo metropolitano.
- The Anglican Church of Bermuda (Iglesia Anglicana de las Bermudas)
- Iglesia Episcopal de Cuba (bajo un Concilio Metropolitano)
- The Parish of the Falkland Islands (Parroquia de las Islas Malvinas)
- Igreja Lusitana Católica Apostólica Evangélica (Iglesia Lusitana Católica Apostólica Evangélica) (Portugal)
- Iglesia Española Reformada Episcopal
- The Church of Ceylon (Iglesia de Ceilán) (Sri Lanka)
- Iglesia Filipina Independiente.
- Iglesia Orden Religiosa San José (Colombia).

Además está asociadas las Iglesias que pertenecen a la Unión de Utrecht, las cuales no están bajo la autoridad del arzobispo de Canterbury como arzobispo metropolitano, pero si reconocen muchos de los acuerdos en común:
- Iglesia Católica Antigua de los Países Bajos (Holanda, Bélgica y Luxemburgo)
- Diócesis Católica de viejos católicos en Alemania (Alemania)
- Iglesia Católica (Antigua) de Suiza (Suiza)
- Iglesia Católica Antigua de Austria (Austria)
- Iglesia Católica Antigua en la República Checa (República Checa y Eslovaquia)
- Iglesia Católica de Polonia (Polonia) (Iglesia Antigua con sede en Polonia, se separó de la PNCC)
- Iglesia Española Reformada Episcopal (España)
- Iglesia Lusitana Católica Apostólica Evangélica (Portugal)
- Dependiente de las Iglesias y las comunidades bajo la jurisdicción de la IBK:
  - Misión Católica Vieille-en-Franc (Francia)
  - Chiesa Cattolica en Italia-Vetero (Italia)
  - Iglesia Católica Antigua en Suecia y Dinamarca (Suecia, Dinamarca, Noruega y Fitlandia)

También están asociadas todas las Iglesias que pertenecen a la Comunión de Porvoo, salvo las que pertenecen oficialmente a la Comunión Anglicana que en vez de ser asociadas son Iglesias de pleno derecho de la Comunión Anglicana:
- La Iglesia de Inglaterra
- La Iglesia de Irlanda
- La Iglesia Episcopal Escocesa
- La Iglesia de Gales
- La Iglesia Nacional de Islandia (Iglesia Evangélica Luterana de Islandia)
- La Iglesia de Noruega
- La Iglesia de Suecia (antiguamente Iglesia oficial)
- La Iglesia Evangélica Luterana de Finlandia
- La Iglesia Evangélica Luterana Estonia
- La Iglesia Evangélica Luterana de Lituania
- La Iglesia Lusitana Católica Apostólica Evangélica (Portugal)
- La Iglesia Española Reformada Episcopal

Otras Iglesias que participan como observadoras son:
- La Iglesia del Pueblo Danés (Dinamarca)
- La Iglesia Evangélica Luterana de Letonia

### Emblema de la Comunión Anglicana
La Comunión anglicana utiliza la Rosa de los vientos como su símbolo o emblema, representando así su alcance mundial y naturaleza descentralizada. Sobre ella figura, tal como en un escudo de armas eclesiástico, la mitra episcopal; en el centro aparece una Cruz de San Jorge conmemorando los orígenes de la Comunión Anglicana en la Iglesia de Inglaterra. El lema en griego, Ἡ ἀλήθεια ἐλευθερώσει ὑμᾶς (“La verdad os libertará”) es una cita del Evangelio según San Juan 8,32. Este emblema fue diseñado por Edward Nason West, canónico de la catedral de San Juan el Divino en la ciudad estadounidense de Nueva York.

## Situación financiera

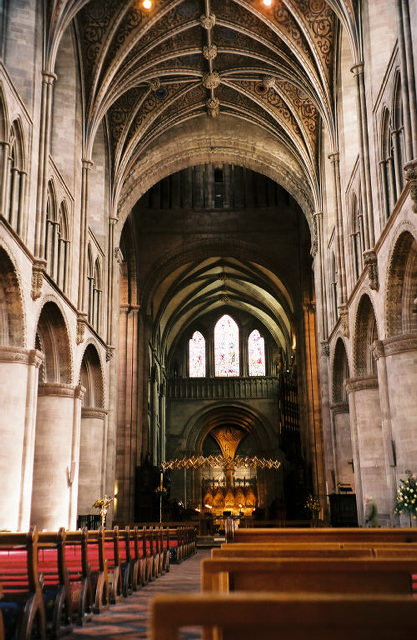
La Catedral de Hereford es una de las cuarenta y tres catedrales de la Iglesia de Inglaterra, muchas con historias que datan de siglos.

La Iglesia de Inglaterra, aunque es la Iglesia oficial de ese país, no recibe ninguna financiación directa del gobierno británico. Las donaciones constituyen su fuente más importante de recursos financieros, aunque también se sustenta fuertemente de las rentas originadas por sus variadas dotaciones históricas. Hacia el año 2005, la Iglesia de Inglaterra estimó sus egresos totales en alrededor 900 millones de libras esterlinas.
Históricamente, las parroquias recaudaron y administraron individualmente la mayor parte de los recursos de la Iglesia, es por ello que el salario de los clérigos variaba según la abundancia financiera de cada parroquia, y algunas de ellas se hicieron especialmente apetecidas. Algunas diócesis también han administrado activos considerables: La diócesis de Durham, por ejemplo, poseyó tal abundancia de recursos y de poder político, que su obispo fue conocido como Príncipe-Obispo. Desde la segunda mitad del siglo XIX, sin embargo, la Iglesia de Inglaterra ha hecho esfuerzos notables por igualar la situación financiera de sus diócesis y parroquias. El clero, por ejemplo, recibe en la actualidad estipendios estándares pagados desde los fondos diocesanos. Mientras tanto, la Iglesia movió la mayoría de sus ingresos a la inversión en activos rentables (en el pasado a bienes inmobiliarios y tierras, más recientemente al mercado accionario y financiero) y liberó completamente al clero individual y a los obispos del cuidado de estos asuntos para entregarlos a un cuerpo de Comisiones de la Iglesia, que utiliza estos recursos para solventar también una amplia gama de gastos no parroquiales, incluyendo las pensiones del clero y los costos del mantenimiento de catedrales y palacios episcopales. Estos fondos de inversiones ascienden a casi 4000 millones de libras y generan rentas por unos 164 millones de libras cada año (datos de 2003), alrededor de un quinto de las rentas totales de la Iglesia.
Las Comisiones de la Iglesia entregan recursos financieros en calidad de concesión a las parroquias locales, pero la mayor parte de la carga financiera por el mantenimiento de las iglesias y el trabajo parroquial local todavía se sostiene en la parroquia y la diócesis respectiva, que resuelve sus necesidades con donaciones. Las donaciones directas a la Iglesia (sin incluir herencias) alcanzan alrededor de 460 millones de libras por año, mientras que los fondos de reserva de las parroquias y diócesis generan otros 100 millones de libras. Los fondos recaudados en parroquias locales explican casi todo este dinero donado, y la mayor parte de ellos permanecen en la parroquia, de modo que los recursos disponibles para las parroquias todavía varían enormemente, según el monto de donaciones que pueda recaudar.
La mayor parte de las parroquias entregan una parte de sus ingresos a la diócesis respectiva a manera de 'cuota', y aunque este pago no es algo obligatorio, las diócesis lo animan fuertemente y planifican sus presupuestos incluyéndolos; las parroquias generalmente sólo se abstienen de pagar cuando son incapaces de recaudar los fondos suficientes o, a veces, como un acto de protesta específico. Si bien el pago de los gastos diocesanos corre por cuenta de los fondos diocesanos, esos fondos también proporcionan la paga del clero y los gastos de alojamiento (los cuales totalizan alrededor de 260 millones de libras por año considerando a todas las diócesis), lo cual significa que, finalmente, las condiciones de vida del clero dependen todavía, hasta cierto punto, del financiamiento específico de cada parroquia.

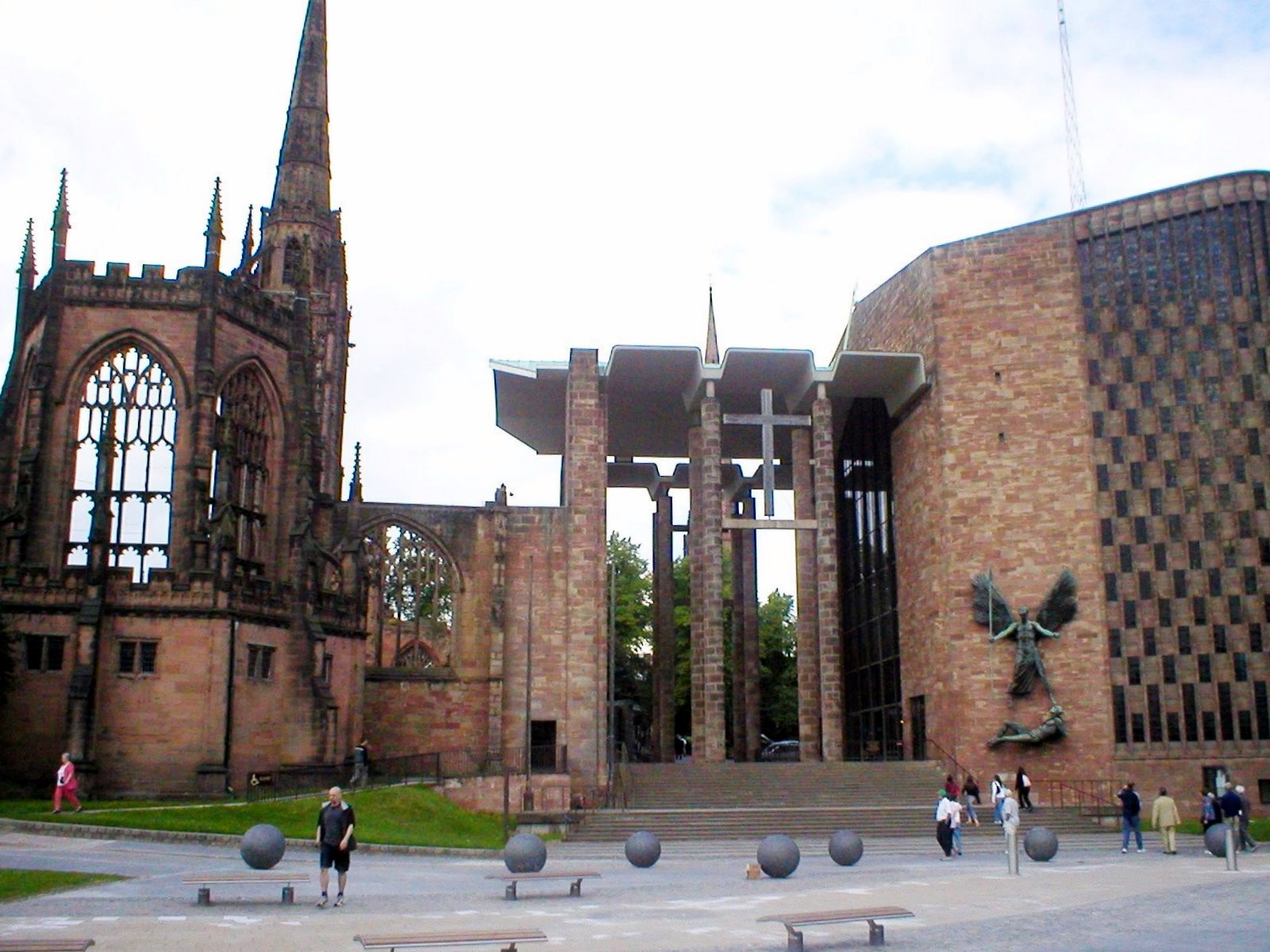
La catedrales vieja y nueva de Coventry. La catedral nueva fue construida junto a las ruinas de la vieja, que fue destruida durante la Segunda Guerra Mundial.

Aunque es rica en activos fijos, la Iglesia de Inglaterra tiene que ocuparse y mantener sus millares de iglesias por toda la nación—la parte del león de la herencia arquitectónica de Inglaterra. Como el número de congregantes se encuentra actualmente detenido en niveles relativamente bajos y las cuentas de mantenimiento aumentan mientras los edificios se hacen cada vez más viejos, muchas de estas iglesias no pueden autosustentarse económicamente. A este problema se añade el hecho de que, por su importancia histórica y arquitectónica, se hace difícil venderlas. En las últimas décadas, las catedrales y otras iglesias famosas han resuelto algunos de sus costos de mantenimiento gracias a concesiones de organizaciones tales como la English Heritage (Patrimonio Inglés); pero la mayoría de las pequeñas iglesias parroquiales dependen enteramente de sus congregaciones y de las recaudaciones benéficas locales (el gobierno, sin embargo, proporciona una cierta ayuda bajo la forma de deducciones impositivas, por ejemplo, un reembolso del 100% del IVA para los gastos por renovaciones a los edificios religiosos).
Además de los edificios consagrados, la Iglesia controla numerosos edificios ancilares unidos o asociados a las iglesias, incluyendo un buen número de residencias clericales, así como vicarías y rectorías. También se deben considerar las residencias episcopales (llamadas palacios) para cada uno de los 114 obispos de la Iglesia de Inglaterra. En algunos casos, este nombre es enteramente conveniente, pues, edificios como el Palacio de Lambeth del Arzobispo de Canterbury en Londres o el Viejo Palacio de Canterbury ("Old Palace") tienen dimensiones verdaderamente palaciegas, al igual que otros, como el Castillo de Auckland del Obispo de Durham, que tiene 50 habitaciones, un enorme salón de banquetes y 12 hectáreas de jardines y parques. Sin embargo, muchos obispos consideran inapropiados los antiguos palacios para las necesidades y formas de vida actuales, y sus "palacios episcopales" son casas comunes y corrientes de cuatro dormitorios. Muchas diócesis que han conservado grandes palacios emplean buena parte del espacio para oficinas administrativas, mientras los obispos y sus familias viven en departamentos pequeños dentro del palacio. En los últimos años, algunas diócesis también han aprovechado el espacio sobrante y la grandeza de sus palacios para alquilarlos como centros de conferencias.
Los tres magníficos palacios episcopales mencionados anteriormente - Palacio de Lambeth, Viejo Palacio Canterbury y el Castillo de Auckland - sirven en su mayor parte como oficinas para la administración de la Iglesia y salas de conferencias, y solo en menor grado para residencia personal de un obispo. El tamaño de las casas episcopales se ha venido contrayendo fuertemente y sus presupuestos para personal de servicio y eventos sociales han llegado a ser una fracción minúscula de su nivel decimonónico.